# Paradoneis myriamae
Paradoneis myriamae är en ringmaskart som beskrevs av Katzmann och Laubier 1975. Paradoneis myriamae ingår i släktet Paradoneis och familjen Paraonidae. Inga underarter finns listade i Catalogue of Life.